# Рене Шар
Рене Шар (фр. René Char; 14 червня 1907, Л'Іль-сюр-ла-Сорг, департамент Воклюз — 19 лютого 1988, Париж) — французький поет, один з найвидатніших ліриків XX століття.

## Біографія
Рене Еміль Шар народився 14 червня 1907 року в Л'Іль-сюр-ла-Сорг. Він був четвертою дитиною з другого шлюбу Еміля Шара та Марії Терези Руже, сестри його першої дружини, що померла 1886 року через рік після весілля. Дід майбутнього поета Мань Шар, якого прозивали Карл Великий (Charlemagne) народився 1826 року в Авіньйоні. Батько Жозеф Еміль Мань Шар, який з часом скоротив своє ім'я, був управлінцем на підприємстві з виробництва гіпсу для штукатурення, а з 1905 року став мером в Л'Іль-сюр-ла-Сорг. Батько помер 15 січня 1918 року. Незважаючи на фінансові труднощі родини, Рене Шар провів своє дитинство у великому, просторому будинку, будівництво якого було закінчене незадовго до його народження.
Рене Шар вже в юності був кремезним та водночас імпульсивним хлопцем, його зріст — 192 см. Навчаючись в ліцеї імені Фредеріка Містраля в Авіньйоні, він полюбляв гру в регбі. З 1925 року Шар — студент Марсельської торговельної школи. У цей час він багато читає, захоплюється такими авторами, як Плутарх, Франсуа Війон, Жан Расін, Альфред де Віньї, Жерар де Нерваль, Шарль Бодлер. Читає німецьких романтиків. 1924 року відвідує Туніс, де його батько заснував невелике підприємство. Трохи попрацювавши в одній з транспортних фірм, 1927 року проходить армійську службу в артилерії (Нім). 1928 року публікує свою першу поетичну збірку «Дзвони на серці», де були зібрані вірші, написані в 1922—1926 роках. Але Шар був незадоволений цією публікацією й знищив більшу частину накладу.
1929 року познайомився з Бретоном, Арагоном та іншими сюрреалістами, публікувався в журналі «Сюрреалістична революція», з 1930 року — в журналі «Сюрреалізм на службі революції», випустив разом з Бретоном та Елюаром книгу віршів «Відставити роботи» (1930), але тримався в групі окремо, залишаючись свого роду «класиком» серед авангардистів (збірка віршів «Молот без господаря», 1934, з ілюстраціями В. Кандинського, 1955). Після 1935 року відійшов від групи та її колективних акцій, але зберіг зв'язки з багатьма соратниками.
У 1941–1945 роках Шар був активним учасником Опору, воював у партизанському загоні. Досвід війни узагальнено в книзі «Листки Гіпноса» (фр. Feuillets d'Hypnos; 1946), жанр якої є синтезом поезії в прозі, щоденникових нотаток, афоризмів. Післявоєнну книгу віршів «Лють та таємниця» (1948) Альбер Камю назвав «найвражаючішим явищем французької поезії після „Осяянь“ Рембо і „Алкоголів“ Аполлінера» (есе «Рене Шар», 1958).
Пізніше Шар жив у своїй садибі в Провансі, з природою та способом життя якого пов'язана його лірика. 1955 року познайомився в Парижі з Мартіном Гайдеггером. Шар організував семінари гайдеггерівського гуртка в 1966–1969 в прованському містечку Тор і брав діяльну участь в їхний роботі. Гайдеггер присвятив Шару свій віршований цикл «Задумане», неодноразово звертався до його поезії в своїх статтях та нотатках.
Шару належать також книги віршів та поетичних афоризмів «Пошук основи та вершини» (1955), «Слово-архіпелаг» (1962), «Втрачена нагота» (1971), «Пісні Баландрани» (1977), численні есе про його друзів-художників. Рене Шар був удостоєний військових нагород, він — кавалер ордена Почесного легіону, Ордена наук і мистецтв Франції та ін. У Ліль-сюр-ла-Сорг відкрито його Будинок-музей, у Франції заснована премія його імені, що відзначає здобутки молодих поетів. Сторіччя поета широко відзначалося у Франції.

## Твори

### Поетичні збірки
- «Арсенал» Arsenal, 1929
- «Відставити роботи» Ralentir Travaux,1930, разом з Андре Бретоном та Полем Елюаром
- Artine, 1930
- «Молот без господаря» Le Marteau sans maître, 1934
- Seuls demeurent, 1943
- Le Poème pulvérisé, 1945
- «Листки Гіпноса» Feuillets d'Hypnos, 1946
- «Лють та таємниця» Fureur et mystère, 1948
- Le Soleil des eaux, 1949
- Les Matinaux, 1950
- L'Art bref suivi de Premières alluvions, 1950
- À une sérénité crispée, 1951
- Lettera Amorosa, 1952
- «Пошук основи та вершини» Recherche de la base et du sommet, 1955
- «Слово-архіпелаг» La Parole en archipel, 1962
- Dans la pluie giboyeuse, 1968
- «Втрачена нагота» Le Nu perdu, 1971
- Aromates chasseurs, 1976
- «Пісні Баландрани» Chants de la Balandrane, 1977
- Fenêtres dormantes et porte sur le toit, 1979
- Les Voisinages de Van Gogh, 1985
- Éloge d'une soupçonnée, 1988

### Інші публікації
- La Postérité du soleil, photographies de Henriette Grindat. En collaboration avec Albert Camus, éditions E. Engelberts, 1965, ASIN B0014Y17RG

### Антології
- René Char, Commune présence, éditions Gallimard
- René Char, Dans l'atelier du poète, choix de poèmes présentés dans le texte de leur publication initiale, appareil biographique et critique établi par Marie-Claude Char, Quarto, éditions Gallimard, Paris, 1996 (1064 p.)

### Повне зібрання творів
- René Char, Œuvres complètes, éditions Gallimard, «Bibliothèque de la Pléiade», Paris, 1983, édition revue en 1995, передмова Жана Рудо (Jean Roudaut).

## Українські переклади
Підбірка поезій Рене Шара в перекладі українською мовою була надрукована 1993 року в журналі Всесвіт. Окрема збірка вперше була видана 1994 року видавництвом Фоліо. Перекладачі Рене Шара українською: Василь Стус, Олег Жупанський, Роман Осадчук, Григорій Кочур, Євгенія Кононенко, Всеволод Ткаченко та ін.
- Рене Шар. Поезії / пер. з фр. Роман Осадчук // Всесвіт. — 1993. — № 3/4. — С. 109–118.
- Рене Шар. Слово-архіпелаг / переклад з французької, упор. Олег Жупанський. — Х. : Фоліо, 1994. — 286 с.